# Mohamed Karbib
Mohamed Karbib (né le 5 juin 1984) est un athlète marocain, spécialiste du saut à la perche. 

## Biographie
Il termine troisième des Championnats d'Afrique 2004 derrière le Tunisien Béchir Zaghouani et le Sénégalais Karim Sène. 
La même année, il obtient la médaille d'argent aux Jeux panarabes derrière Zaghouani.

### Palmarès
| Date | Compétition            | Lieu  | Résultat | Marque |
| ---- | ---------------------- | ----- | -------- | ------ |
| 2004 | Championnats d'Afrique | Radès | 3e       | 4,60 m |
| 2004 | Jeux panarabes         | Alger | 2e       | 5,00 m |

#### National
1 titre : 2003.

### Records
| Épreuve          | Performance | Lieu  | Date         |
| ---------------- | ----------- | ----- | ------------ |
| Saut à la perche | 5,45 m (NR) | Rabat | 12 juin 2005 |